# Han Sun-hwa
Han Sun-hwa (한선화?; Busan, 6 ottobre 1990) è una cantante, ballerina e attrice sudcoreana, membro del gruppo musicale Secret.

## Biografia
Han Sun-hwa nasce a Busan, in Corea del Sud, il 6 ottobre 1990. Essendo la figlia maggiore, si è presa cura dei suoi fratelli più piccoli, cucinando e badando loro quando entrambi i genitori stavano lavorando; sua madre aveva venti anni quando l'ha avuta. Durante la crisi finanziaria asiatica nel 1998, la sua famiglia attraversa seri problemi finanziari. Alle elementari inizia a interessarsi all'arte, vincendo diversi premi nelle competizioni artistiche; poi, al sesto anno, rimane coinvolta dal canto e dal ballo dopo aver visto in televisione un'esibizione di BoA: inizia così a fare audizioni, non solo per diverse compagnie discografiche (partecipa, tra le altre, alla S.M. Entertainment Youth Best Competition, dalla quale viene eliminata), ma anche come modella o per ruoli minori nei film. Come lei stessa ha affermato, oltre BoA, anche i gruppi pop e R&B Fin.K.L, SES e Shinhwa hanno influenzato la sua carriera musicale.

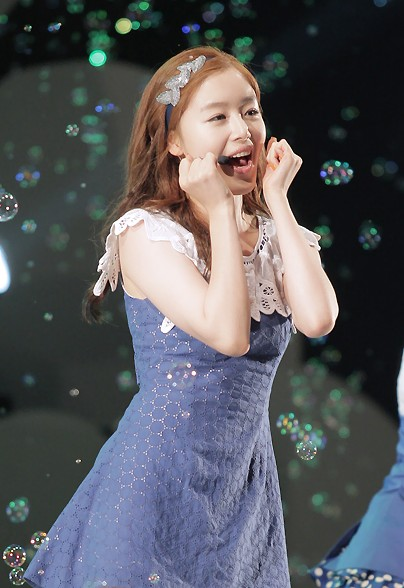
Han Sun-hwa nel 2011.

Nel 2005, arriva come finalista al talent show Superstar Survival, insieme a Taecyeon, Junho e Chansung dei 2PM, durante il quale riceve una formazione vocale e recitativa; tuttavia, viene eliminata al quinto episodio e torna a Pusan, dove riprende gli studi. A causa di false voci, i compagni di scuola iniziano a credere che sia una tirocinante della JYP Entertainment e a trattarla con disprezzo; Han Sun-hwa, però, viene aiutata dal professor Sung Yongho, responsabile del coro della scuola, che la spinge a partecipare alle gare. Dopo averne vinte alcune, Han Sun-hwa viene ammessa al Baekjae Art College: pochi giorni prima della cerimonia d'apertura, riceve una chiamata da un agente che l'aveva notata a Superstar Survival ed entra a far parte della TS Entertainment.
Inizia le sue attività con il gruppo degli Untouchable, sostituendo Jieun nelle performance live del brano "Give My All", e a ottobre 2009 debutta, con Hyoseong, Jieun e Hana, nella girl band Secret, il cui primo singolo è "I Want You Back". Contemporaneamente, viene scelta per il cast del varietà Cheong-chun-bul-pae (Invincible Youth). Nel 2010 escono gli EP Secret Time e Madonna, che hanno molto successo; l'anno dopo, le Secret debuttano nel mercato giapponese e pubblicano a ottobre il primo album coreano, Moving in Secret. Ad aprile 2011, Han Sun-hwa firma un contratto di sei mesi come modella per la linea di cosmetici The Skin House e viene poi scelta come modella della collezione invernale 2011/2012 della linea sportiva KELLAN insieme ad altri idol della TS Entertainment.
Il 21 ottobre 2012, Han Sun-hwa entra a far parte del gruppo femminile Mystic White, insieme a Bora delle SISTAR, Gayoon delle 4Minute, Lizzy delle After School e Jiyoung delle KARA, per un progetto benefico. Le cinque ragazze incidono il brano Mermaid Princess, che viene pubblicato il 25 dicembre. Tra il 2012 e 2013, partecipa al reality show Uri gyeolhonhaess-eo-yo con Hwang Kwanghee: la coppia diventa, in poco tempo, famosa sul web. Nel 2013 interpreta la sorella minore del protagonista Lee Tae-baek nella serie Gwanggocheonjae Lee Tae-baek, mentre nel 2014 recita nel ruolo di Jenny nella serie Sin-ui seonmul - 14il. Il 21 maggio 2014 viene confermata nel cast della serie televisiva Yeon-ae malgo gyeolhon e rinnova, per il terzo anno consecutivo, il contratto come modella con la linea di cosmetici The Skin House. Ad ottobre interpreta la protagonista femminile nel drama Jangmibit yeon-indeul, mentre a febbraio del nuovo anno è la nuova modella del marchio St.Scott LONDON.
Il 26 settembre 2016 la TS ha annunciato che Han Sun-hwa avrebbe lasciato il gruppo dopo aver deciso di non rinnovare il suo contratto, al fine di proseguire la carriera nella recitazione.

## Discografia
Di seguito, le opere di Han Sun-hwa come solista. Per le opere con le Secret, si veda Discografia delle Secret.

### Collaborazioni
- 2009 – My Boo (con gli Untouchable e Hyoseong)[27]
- 2012 – Mermaid Princess (con Mystic White (Jiyoung, Bora, Gayoon, Lizzy))
- 2012 – Everything is Pretty (con Youngjae)

## Filmografia

### Cinema
- Gangneung (강릉) (2021)
- Yeonghwa-uigeori (영화의거리) (2021)
- Pilot (파일럿?), regia di Kim Han-gyul (2024)

### Televisione
- Bolsurok aegyomanjeom (볼수록 애교만점) – serie TV (2010)
- Mongttang naesarang (몽땅 내사랑) – serie TV, episodio 1x27 (2011)
- Gwanggocheonjae Lee Tae-baek (광고천재 이태백) – serie TV (2013)
- Sin-ui seonmul - 14il (신의 선물 - 14일) – serie TV, 24 episodi (2014)
- Yeon-ae malgo gyeolhon (연애 말고 결혼) – serie TV, 16 episodi (2014)
- Jangmibit yeon-indeul (장미빛 연인들) – serie TV, 50 episodi (2014-2015)
- Hakgyo 2017 (학교 2017) – serie TV, 16 episodi (2017)
- Jachebalgwang office (자체발광 오피스) – serie TV, 16 episodi (2017)
- Derilnampyeon Oh Jak-du (데릴남편 오작두) – serie TV, 24 episodi (2018)
- Save Me 2 (구해줘 2) – serie TV, 16 episodi (2019)
- Pyeon-ui-jeom Saet-byul-i (편의점 샛별이) – serie TV, 16 episodi (2020)
- Undercover (언더커버) – serie TV, 16 episodi (2021)
- Work Later, Drink Now (술꾼도시여자들) – serie TV (2021)
- My Sweet Mobster (Il Mio Dolce Malvivente) - serie TV, 16 ep. (2024)

## Riconoscimenti
Di seguito, i premi ricevuti solo da Han Sun-hwa. Per i premi ricevuti insieme alle Secret, si veda Premi e riconoscimenti delle Secret.
- 2014 – Seoul International Youth Film Festival
  - Nomination Young Actress Award (Yeon-ae malgo gyeolhon)[28]
- 2014 – MBC Drama Awards[29]
  - Best New Actress (Jangmibit yeon-indeul)
  - Nomination Popularity Award (Actress) (Jangmibit yeon-indeul)
  - Nomination Best Couple Award con Lee Jang-woo (Jangmibit yeon-indeul)
- 2014 – SBS Drama Awards
  - New Star Award (Sin-ui seonmul - 14il)